# Dedibox
Dedibox était une filiale d'Iliad, fondée par Arnaud de Bermingham, vendant des services d'hébergement dédié. À son lancement en Mai 2005, elle présente son offre comme l'une des meilleures en termes de rapport qualité/prix, entre autres grâce à sa technologie propriétaire. Elle est en concurrence directe avec OVH. En septembre 2009, elle fusionne avec une autre filiale du groupe Iliad pour devenir Scaleway.